# Lago Baccio
Il lago Baccio è tra i più grandi laghi appenninici della provincia di Modena, dopo il famoso lago Santo.

## Geografia

### Conformazione
Il lago Baccio è situato in una conca ad alto valore ambientale.
L'origine dello specchio d'acqua è ancora incerta. Presenta una caratteristica forma ovale, unica in tutto l'Appennino settentrionale, considerando prima di tutto la sua altezza (1550 m s.l.m.) e il fatto che non vi sono vulcani nelle vicinanze, data la bassa sismicità del terreno. Il lago, di medie dimensioni, raggiunge i 9 metri di profondità al centro, ma durante le piene invernali il livello dell'acqua può alzarsi anche di due metri.
Dallo specchio d'acqua esce il  rio Baccio, che, unendosi alla  fossa del Terzino, costituisce uno dei maggiori affluenti del rio delle Tagliole.

## Altri progetti

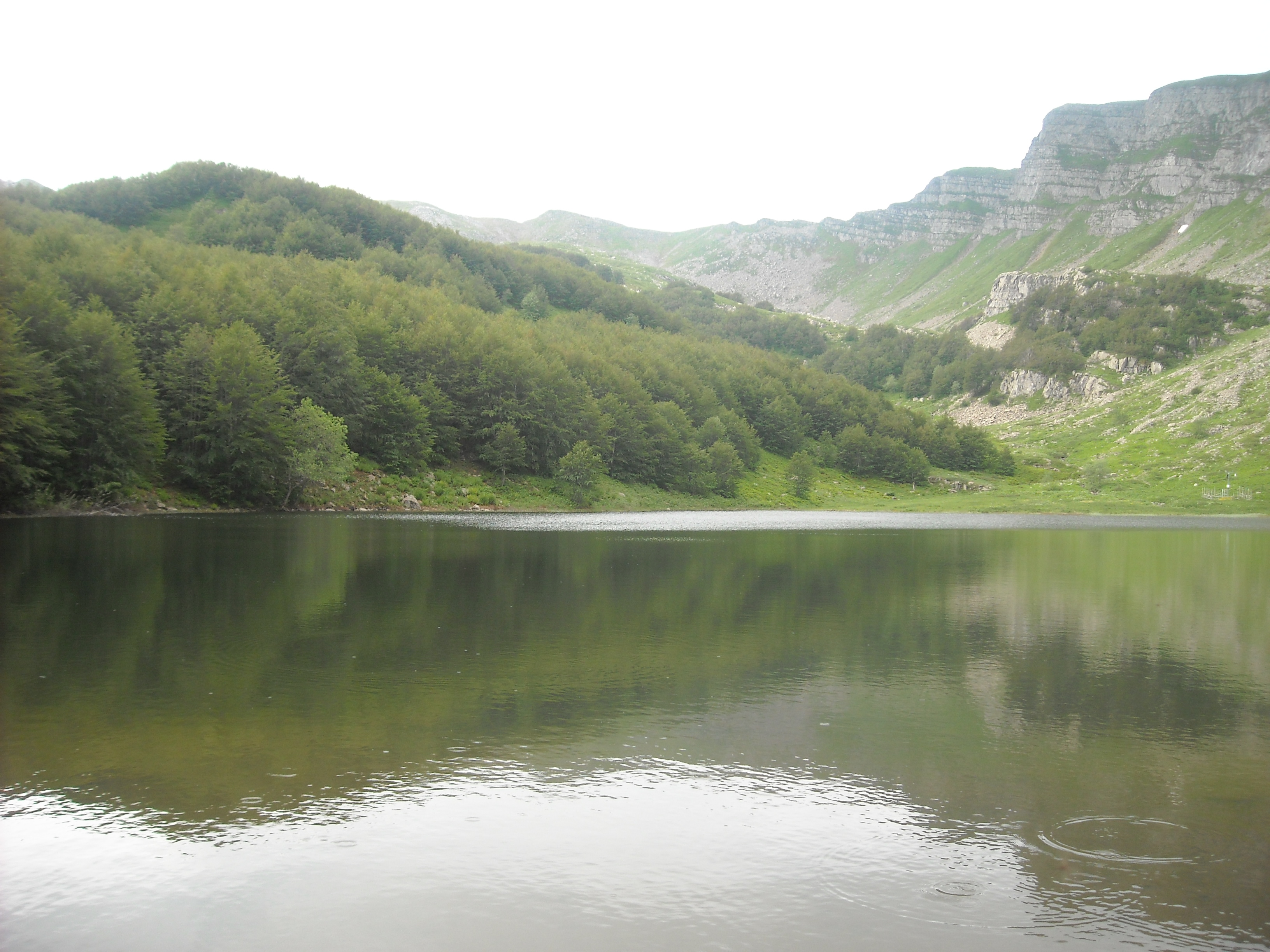
Lago Baccio

### Posizione
Il lago Baccio si trova a:
- A 1 km a piedi dal lago Santo;
- a 6 km dalla frazione di Tagliole;
- a 13 km dalla sede comunale di Pievepelago;
- a 2,2 km dal monte Rondinaio;
- a 2,4 km dal lago Turchino e dal lago Torbido;
- a 3,4 km dalla foce a Giovo;
- a 4 km dal monte Giovo.